# Stefan Bembiński

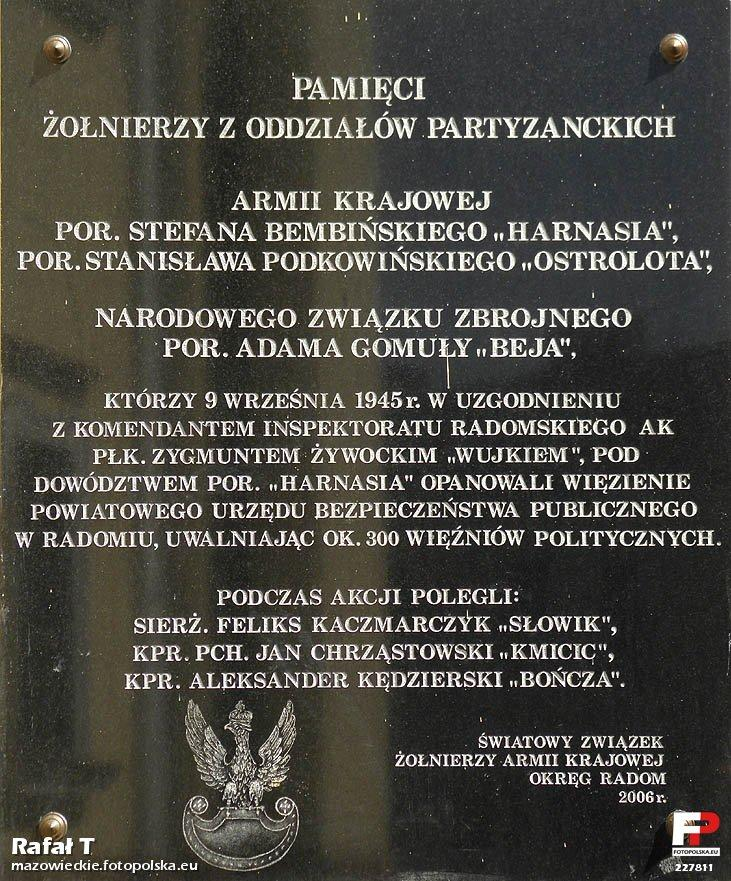
Tablica poświęcona m.in. Stefanowi Bembińskiemu w kościele Świętej Trójcy w Radomiu

Stefan Bembiński, ps. „Harnaś” (ur. 24 lipca 1917 w Łagowie, zm. 1 stycznia 1998 w Radomiu) – polski nauczyciel, uczestnik II wojny światowej, żołnierz AK i niepodległościowej partyzantki antykomunistycznej, działacz kombatancki, senator I kadencji.

## Życiorys
Z wykształcenia i zawodu nauczyciel, ukończył Państwowe Seminarium Nauczycielskie w Kielcach. Od 1936 pracował w szkołach powszechnych we Wsoli i Kobylniku, początkowo jako praktykant, następnie kierował szkołą w Kobylniku. W latach 1938–1939 był słuchaczem Szkoły Podchorążych Rezerwy 8 Dywizji Piechoty w Pułtusku, uczestniczył w kampanii wrześniowej w szeregach 21 pułku piechoty „Dzieci Warszawy”. Trafił do niewoli niemieckiej, skąd zbiegł i powrócił do pracy w szkole w Kobylniku. Wkrótce zaangażował się w działalność radomskiej AK (ps. „Harnaś”), dowodził placówką w Błotnicy, był zastępcą komendanta dywersji inspektoratu w Radomiu i dowódcą kompanii w 72 pp AK.
Opuścił Radom po wkroczeniu Armii Czerwonej, przez pewien czas przebywał w Krakowie. W kwietniu 1945 na krótko został aresztowany. Po powrocie do Radomia uczestniczył w kilku zbrojnych akcjach podziemia (rozbicie więzienia w Kielcach w sierpniu 1945, uwolnienie byłych żołnierzy AK z więzienia w Radomiu we wrześniu 1945). We wrześniu 1945 ponownie aresztowany, w lutym 1946 skazany na karę śmierci, po złagodzeniu kary więziony w zakładach karnych w Rawiczu i Wronkach. Zwolniono go w 1952, uniemożliwiając jednocześnie podjęcie pracy w szkolnictwie. Po kilku latach utracił także zatrudnienie w Dyrekcji Przemysłu Leśnego w Radomiu, przez pewien czas pracował jako robotnik budowlany, później prowadził gospodarstwo warzywnicze. Studiował zaocznie historię na Uniwersytecie Warszawskim i nauki humanistyczne na Katolickim Uniwersytecie Lubelskim.
Działał w organizacjach kombatanckich. Po wydarzeniach października 1956 organizował w Radomiu oddział Związku Bojowników o Wolność i Demokrację, w którym objął funkcję prezesa. W latach 80. związał się z „Solidarnością”, m.in. jako przewodniczący sekcji żołnierskiej przy zarządzie Regionu Ziemia Radomska związku. W czerwcu 1989 został wybrany na senatora z województwa radomskiego z ramienia Komitetu Obywatelskiego. W Senacie, gdzie zasiadał przez jedną kadencję (do 1991), brał udział w pracach Komisji Spraw Emigracji i Polaków za Granicą.
Był odznaczony Krzyżem Armii Krajowej, Krzyżem Srebrnym Orderu Virtuti Militari, Krzyżem Walecznych. Pośmiertnie w 2006, za wybitne zasługi dla niepodległości Rzeczypospolitej Polskiej, za działalność kombatancką i społeczną, został wyróżniony Krzyżem Komandorskim Orderu Odrodzenia Polski.
Był żonaty z Haliną (urzędniczką, więzioną w latach 1945–1947), z którą miał dwie córki (Ewę i Annę). Pochowany na cmentarzu parafialnym w Radomiu.